# Интернациональный сельский округ (Северо-Казахстанская область)
Интернациональный сельский округ (каз. Интернационал ауылдық округі) — административная единица в составе Тимирязевского района Северо-Казахстанской области Казахстана. Административный центр и единственный населенный пункт — село Дружба.
Население — 372 человека (2009, 894 в 1999, 941 в 1989).
Динамика численности
| Численность населения | Численность населения | Численность населения |
| 1989                  | 1999                  | 2009                  |
| --------------------- | --------------------- | --------------------- |
| 941                   | ↘894                  | ↘372                  |

## Этнокультурное объединение
С 23 мая 2007 года в округе функционирует казахско-славянский этнокультурный центр «Бірлік».

## История
Интернациональный сельский совет образован 30 сентября 1958 года.
Решением Северо-Казахстанского облисполкома от 20.04.1978 года село Студенческое исключено из учётных данных, как фактически не существующее.
12 января 1994 года постановлением главы Северо-Казахстанской областной администрации образован Интернациональный сельский округ. Решением 12 сессии Северо-Казахстанского областного маслихата и акима Северо-Казахстанской области от 12 февраля 1997 года Интернациональный сельский округ упразднён с передачей в административное подчинение Степного сельского округа. Вновь образован 12 октября 2001 года путём выделения его территории из состава Степного сельского округа..